# Вест-Александер (Пенсільванія)
Вест-Александер (англ. West Alexander) — переписна місцевість (CDP) в США, в окрузі Вашингтон штату Пенсільванія. Населення — 565 осіб (2020).

## Географія
Вест-Александер розташований за координатами 40°6′25″ пн. ш. 80°30′33″ зх. д. / 40.10694° пн. ш. 80.50917° зх. д. (40.107001, -80.509206).  За даними Бюро перепису населення США в 2010 році переписна місцевість мала площу 3,17 км², уся площа — суходіл.

## Демографія
Згідно з переписом 2010 року, у переписній місцевості мешкали 604 особи в 227 домогосподарствах у складі 162 родин. Густота населення становила 191 особа/км².  Було 248 помешкань (78/км²).
Расовий склад населення:
| - 99,2 % — білих - 0,5 % — чорних або афроамериканців |

До двох чи більше рас належало 0,3 %. Частка іспаномовних становила 0,7 % від усіх жителів.
За віковим діапазоном населення розподілялося таким чином: 26,0 % — особи молодші 18 років, 57,8 % — особи у віці 18—64 років, 16,2 % — особи у віці 65 років та старші. Медіана віку мешканця становила 39,3 року. На 100 осіб жіночої статі у переписній місцевості припадало 89,9 чоловіків;  на 100 жінок у віці від 18 років та старших — 85,5 чоловіків також старших 18 років.
Середній дохід на одне домашнє господарство  становив 41 961 долар США (медіана — 26 518), а середній дохід на одну сім'ю — 42 386 доларів (медіана — 28 750). За межею бідності перебувало 23,0 % осіб, у тому числі 38,6 % дітей у віці до 18 років та 17,5 % осіб у віці 65 років та старших.
Цивільне працевлаштоване населення становило 200 осіб. Основні галузі зайнятості: роздрібна торгівля — 33,5 %, сільське господарство, лісництво, риболовля — 13,5 %, освіта, охорона здоров'я та соціальна допомога — 12,5 %.